# Ghardaglaia
Ghardaglaia is een geslacht van kreeftachtigen uit de klasse van de Ostracoda (mosselkreeftjes).

## Soorten
- Ghardaglaia corallicola Hartmann, 1974
- Ghardaglaia kermani Krstic, 1979 †
- Ghardaglaia mocambiquensis Hartmann, 1974
- Ghardaglaia obovata Mumma, 1980 †
- Ghardaglaia pectinata (Hejjas, 1894) Krstic, 1979 †
- Ghardaglaia triebeli Hartmann, 1964